# دهستان رودبنه
دهستان رودبنه نام دهستانی در بخش رودبنه شهرستان لاهیجان، استان گیلان در ایران است. براساس سرشماری مرکز آمار ایران در سال ۱۳۸۵، جمعیت آن ۱۱۸۹۳ نفر (۳۵۱۹ خانوار) بوده‌است.